# Pitușca, Călărași
Pitușca este un sat din raionul Călărași, Republica Moldova.

## Istorie
Satul Pitușca a fost menționat documentar în anul 1420 în cartea domnească de la Alexandru cel Bun:
„Din mila lui Dumnezeu, noi, Alexandru voievod, domn al Țării Moldovei. Facem cunoscut, cu această carte a noastră, tuturor celor care o vor vedea sau o vor auzi citindu-se, că această adevărată slugă a noastră și credincios boier, pan Oană vornic, a slujit mai înainte sfântrăposaților noștri înaintași cu dreapta și credincioasa slujbă, iar astăzi ne slujește nouă cu dreapta și credincioasa slujbă. De aceea, noi, văzând dreapta și credincioasa lui slujbă către noi, l-am miluit cu deosebita noastră milă și i-am dat în țara noastră, în Moldova, satele anume Corneștii, și Miclăușeni, și Lozova, și Săcărenii, și Vornicenii, și Dumeștii și Țigăneștii și Lavreștii și Sadova și Homicești. ...

Iar hotarul acestor sate care sunt la Bucovăț, să fie începând de la mănăstirea lui Vărzar, pe deasupra prisăcii lui Acibco, pe vârful Horodiștei, la vârful Lozovei, la podul lui Girlanici, de la Fântâna Mică până la Fântâna Mare, iar dela Fântâna Mare, pe deasupra, la poiana Târnaucăi, de la poiana lui Chiprian, cu moara de pe Bâc, din Lunca cea Mică, și către Poroseci, și de la Poroseci la gura Pitușcăi, la seliștea lui Tigomir, iar de la seliștea lui Tigomir, pe deasupra Homiceștilor și pe deasupra Sadovei, și de la obârșia Sadovei la gura Conelii, iar de la gura Conelii, pe deasupra, la mănăstirea lui Vărzar. Și în acest hotar să-și întemeieze prisăci, câte va putea să întemeieze. Și îi întărim hotarele vechi, pe unde au folosit din veac.

...

Iar pentru mai mare întărire a tuturor celor mai sus-scrise, am poruncit slugii noastre credincioase, pan Isaia logofăt, să scrie și să atârne pecetea noastră la această carte a noastră.

La Suceava, în anul 6928 <1420> aprilie 25.”
Numele satului vine de la pârâul Pitușca, format de două pârâiașe, care izvorăsc din partea de sus a satului, iar apoi se unesc formând un râuleț care curge prin valea Pitușca, pe o distanță de 9 km și se varsă în râul Bâc.
Satul era populat de țăranii răzeși care erau stăpâni ai pământului lor. Cu timpul moșia satului s-a divizat în mai multe părți, stăpânite în secolul al XIX-lea de câteva neamuri de răzeși: Pitușcan, Lozovan, Corjan, Popescu și Drența.
În 1848 sătenii au construit o biserica din lemn. În 1870 a fost ridicată o altă biserică, din piatră, cu hramul "Sf. Arhangheli Mihail și Gavril".
Prima școală și-a deschis ușile în 1868. Ulterior, în sat se deschide o școală bisericească parohială, care beneficiază de un sediu nou din 1893.
În perioada interbelică satul Pitușca s-a aflat în județul Lăpușna, plasa Tuzara. În cadrul reformei agrare din 1922 379 de locuitori ai satului au primit 588 ha de pământ din moșiile expropriate.
În anul 1947 în sat a fost organizată gospodăria colectivă „Lenin”, care în 1949 își schimbă denumirea în „Serghei Lazo”. În 1971 colhozul din Pitușca a fost transformat în sovhozul-fabrică „Zarea Komunizma”, care dispunea de 2150 de ha de terenuri agricole și se specializa în viticultură și pomicultură, cultiva cereale. Sovhozul-fabrică a construit o școală nouă, o grădiniță, un spital, garaj, ateliere de reparații a tehnicii, fabrică de încălțăminte, fabrică de pâine, a modernizat capacitățile de producție a fabricii de vin din sat.

## Administrație și politică
Componența Consiliului local Pitușca (13 consilieri), ales la 5 noiembrie 2023, este următoarea:
|  | Partid                                | Consilieri | Componență | Componență | Componență | Componență | Componență | Componență | Componență | Componență | Componență | Componență | Componență | Componență |
|  | ------------------------------------- | ---------- | ---------- | ---------- | ---------- | ---------- | ---------- | ---------- | ---------- | ---------- | ---------- | ---------- | ---------- | ---------- |
|  | Partidul Acțiune și Solidaritate      | 12         |            |            |            |            |            |            |            |            |            |            |            |            |
|  | Partidul Liberal Democrat din Moldova | 1          |            |            |            |            |            |            |            |            |            |            |            |            |